# 吉瓦納山
17°10′38″S 69°53′0″W / 17.17722°S 69.88333°W
吉瓦納山（Jiwaña），是秘魯的山峰，位於該國南部普諾大區的埃爾科廖省，屬於安第斯山脈的一部分，處於托馬托馬尼山以西，海拔高度約5,000米。